# ألان جاكوبسن
ألان جاكوبسن هو دراج دنماركي، ولد في 13 نوفمبر 1955 في هرنينغ في الدنمارك.

## وصلات خارجية
- ألان جاكوبسن على موقع أرشيف الدراجات (الإنجليزية)
- ألان جاكوبسن على موقع إحصائيات الدراجات الإحترافية (الإنجليزية)
- ألان جاكوبسن على موقع أوليمبيديا (الإنجليزية)